# Kloster Mariä Verkündigung (Würzburg)

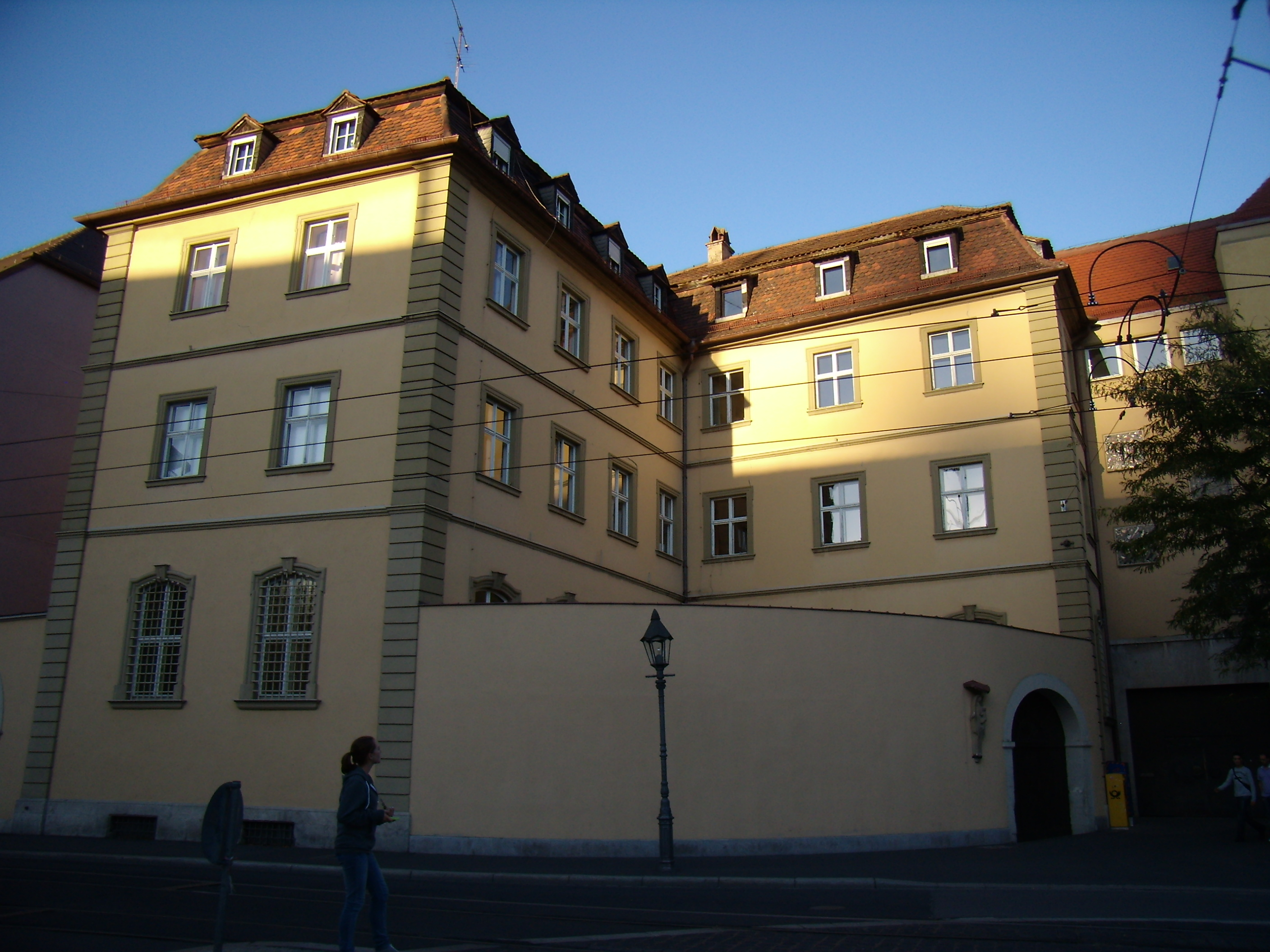
Kloster Mariä Verkündigung

Das Kloster Mariä Verkündigung ist ein Kloster der Ursulinen in Würzburg in Bayern in der Diözese Würzburg. Es wurde 1712 durch das Ursulinenkloster in Kitzingen gegründet, 1725 erfolgte die Übernahme der Antoniterkirche; es wurde, trotz seiner gemeinnützigen Erziehungsarbeit, 1804 im Zuge der Säkularisation aufgelöst und das gesamte Klostergut wurde versteigert. 1808 wurde das Kloster auf Betreiben des Weihbischofs Gregor Zirkel und der Würzburger Bevölkerung durch den Großherzog von Toskana als Stiftung wiederhergestellt. Die Novizenaufnahme wurde erst 1826 wieder erlaubt und 1827 traten wieder drei Anwärterinnen in den Orden ein, die zuvor vor einer staatlichen Prüfungskommission ihre Eignung für den Lehrerberuf nachweisen mussten. Die St.-Ursula-Schule gehört zum Kloster.